# 芦屋市立岩園小学校
芦屋市立岩園小学校（あしやしりついわぞのしょうがっこう）は、兵庫県芦屋市岩園町にある公立小学校。

## 沿革
出典
- 1933年（昭和8年）12月23日 - 精道村立岩園尋常小学校として開校。
- 1945年（昭和20年）8月5日 - 太平洋戦争で校舎全焼。
- 1947年（昭和22年）4月1日 - 学制改革実施に伴い、芦屋市立岩園小学校に改称。
- 1963年（昭和38年）7月9日 - 旧プール完成（1990年に取り壊し）
- 1972年（昭和47年）4月1日 - 芦屋市立朝日ヶ丘小学校開校（同年4月6日）に先立ち、従来の校区から朝日ケ丘町・東山町を同校へ分離[2]。
- 1982年（昭和57年）3月31日 - 旧給食室完成（2001年に取り壊し）。
- 1990年（平成2年）6月30日 - 現プールが完成。
- 1992年（平成4年）10月10日 - 体育館が完成。
- 1995年（平成7年）1月17日 - 阪神・淡路大震災が発生し、校舎の一部が損壊。体育館などが避難所に活用される。
- 2000年（平成12年）11月6日 -　校舎建て替えのため、運動場に設置されたプレハブ仮校舎へ移転。
- 2002年（平成14年）3月2日 - 現校舎が完成。
- 2003年（平成15年）3月31日 - 運動場の改修が完了。
- 2006年（平成18年）3月31日 - 児童増加のため、新たに作られた仮設校舎に4教室を増設。
- 2018年（平成30年）9月1日 - 新校舎完成、仮設校舎取り壊し完了。
- 2020年（令和2年）4月7日 - 新型コロナウイルス感染症のため、全学年休校。

## 校区
出典
- 六麓荘町
- 岩園町
- 翠ケ丘町
- 親王塚町
- 楠町

※なお、大原町・上宮川町・業平町在住の場合（本来は芦屋市立山手小学校の校区である）、市の教育委員会に届け出る事で、当校に通学が可能になる場合がある。

## 卒業後の進路
- 芦屋市立山手中学校

私立中学校へ進学する者も多数いる。

## 著名な出身者
- 小池百合子（東京都知事）
- 苫野一徳（哲学者・教育学者）

## 通学区域が隣接している学校
- 芦屋市立朝日ヶ丘小学校
- 芦屋市立山手小学校
- 芦屋市立宮川小学校
- 芦屋市立打出浜小学校
- 西宮市立夙川小学校
- 西宮市立北夙川小学校
- 西宮市立苦楽園小学校